# جنت‌شهر
جَنَّت‌شَهر، شهری است در جنوب استان فارس و مرکز بخش جنت پنجمین بخش بزرگ استان فارس است. این شهر در جاده شیراز-بندرعباس در پانزده کیلومتری جنوب‌شرقی شهر داراب، در ارتفاع ۱۵۰، ۱ متری و در کوهپایه قرار دارد و دارای آب و هوایی نسبتاً گرم می‌باشد که در زمستان‌ها بسیار متغیر می‌شود.
مردم این شهر بیشتر باغدار هستند و با باغهای بزرگ پرتقال خود تأثیر زیادی در بازار مرکبات کل کشور دارند؛ همچنین میوه هایی مانند انار،آلو،زرد آلو،خرمالو، بادام، نارنج،هلو،گردو،خرما، انار و...صیفی جات و سبزیجات متنوع تولید می کنند.         
در زمین های زراعی کشاورزان محصولاتی مانند گندم،پنبه، جو، یونجه، گیاهان دارویی و...تولید می کنند.‌
جنت شهر از باغ های وسیعی  و بسیار سرسبزی برخوردار است، به همین دلیل به او لقب نگین سبز جنوب داده‌اند .
این شهر از چشمه ای بسیار زیبا به نام چشمه خرچنگ برخوردار است که این چشمه در بین رشته‌کوهای زاگرس واقع شده است.

## رتبه در استان
جنت شهر مرکز بخش جنت پنجمین بخش پرجمعیت استان فارس می باشد. 

لیست ۱۰ بخش پرجمعیت استان فارس که در آینده شهرستان خواهند شد.
| ردیف | بخش                 | شهرستان   | جمعیت سال ۱۳۹۵ |
| ---- | ------------------- | --------- | -------------- |
| ۱    | بخش درودزن          | مرودشت    | ۳۷٬۸۲۶         |
| ۲    | بخش جره و بالاده    | کازرون    | ۳۵٬۵۲۴         |
| ۳    | بخش سیدان           | مرودشت    | ۳۲٬۸۵۰         |
| ۴    | بخش ششده و قره بلاغ | فسا       | ۳۰۷۰۲          |
| ۵    | بخش جنت             | داراب     | ۲۹٬۸۵۲         |
| ۶    | بخش شیبکوه          | فسا       | ۲۶٬۹۱۹         |
| ۷    | بخش جویم            | لارستان   | ۲۵٬۰۸۱         |
| ۸    | بخش میمند           | فیروزآباد | ۲۴٬۸۸۵         |
| ۹    | بخش ارژن            | شیراز     | ۲۳٬۴۶۱         |
| ۱۰   | بخش فورگ            | داراب     | ۲۲٬۱۳۸         |

هم اکنون جمعیت بخش جنت  از ۲ شهرستان زیر بیشتر است
| ردیف | شهرستان | مرکز   | جمعیت سال ۱۳۹۵ |
| ---- | ------- | ------ | -------------- |
| ۱    | بوانات  | بوانات | ۲۷٬۲۸۹         |
| ۲    | سرچهان  | کره ای | ۲۳٬۱۲۹         |

## جمعیت
جمعیت جنت‌شهر در سال ۱۳۹۵ خورشیدی ۱۳٬۵۹۸ تن بوده‌است. این شهر دارای مناطق زیاد تفریحی می‌باشد که هر ساله پذیرای تعداد زیای از گردشگران است. تعدادی از مناطق تفریحی این شهر عبارت اند از (باغ‌های سر سبز مرکبات، تنگه زیبای خرتنگ (خرچنگ). امامزاده شاه فصل،بوستان بزرگ عمومی و اشکفت میرباقری و قصر دختر و پیرمراد و سرچک و…).
مردم جنت‌شهر،مردمی‌خونگرم،مذهبی،باسواد،مهمان‌نواز هستند که آوازه مهمان‌نوازی آنان در سطح استان مشهور می‌باشد. 
هرساله در فصل بهار و در ابتدای سال نو،مردم جنت شهر پذیرای مسافران نوروزی می‌باشند و مسافران میتوانند در بعضی از مکان هایی که مسئولین شهر از قبل مشخص کرده‌اند،به استراحت بپردازند.
از نظر علم‌و‌دانش،مردم جنت‌شهر یکی از شهرهای برتر در این حوزه هستند و از شخصیت علمی بالایی برخوردار می‌باشند.هر ساله تعداد قبولی های کنکور سراسری در این شهر قابل تامل است.
جنت‌شهر دارای شخصیت‌ها و افراد نخبه در سطح کشور است که افتخار‌آفرینی‌های زیادی برای شهر خود به ارمغان آورده‌اند. 
مردمان جنت‌شهر از ابتدای انقلاب و جنگ تحمیلی تا به امروز، دنباله‌رو اهداف انقلاب اسلامی بوده‌اند و برای میهن خود،جان فشانی‌های زیادی داشته‌اند.

## تغییر نام
جنّت‌شهر پیش از ۱۳۷۲ ش، ده‌خیر نام داشت و در ۳ اسفند ۱۳۷۲، به موجب مصوبه هیئت وزیران آبادی ده‌خیر به شهر بدل شد و جنّت‌شهر نام گرفت. 

## جغرافیا
فاصله جنّت‌شهر با شیراز از شمال‌غربی حدود ۲۷۸ کیلومتر است. این شهر در مسیر شهرهای داراب ـ حاجی‌آباد (مرکز شهرستان حاجی‌آباد در شمال استان هرمزگان) قرار دارد و با آبادی ده خیر سفلا، در فاصله حدود چهار کیلومتری مغرب، نیز در ارتباط است در این بخش دو امامزاده معروف در روستای فتح آباد به نام امامزادگان عبدالله وموسی که از نواده گان موسی بن جعفر است وجود دارد که مزار این ها در این منطقه باعث حضور زائران زیادی شده است

## پیشینه
ناحیه‌ای که جنّت‌شهر در آن واقع شده، کمابیش منطبق بر کوره دارابگرد است.
در سده چهارم، در ذکر مسافت شیراز ـ جزومِ کرمان از رَمّ مهدی، میان دارابگرد و رستاق‌الرستاق، در فاصله پنج فرسخی از هریک، نام برده که تقریباً مطابق با جنّت‌شهر کنونی است. به نوشته شوارتس، محقق معاصر آلمانی، با توجه به جزء اول رمّ مهدی، به نظر می‌رسد که آبادی کردنشین بوده‌است.
ویرانه‌های شهر جنّت قدیمی نزدیک جنت‌شهر است که هم‌اکنون آنجا روستایی وجود دارد به نام کوه سفید که اهالی آن از قشقاییانی هستند که از حدود صد سال پیش در آنجا یکجانشین شده‌اند و به زبان ترکی قشقایی صحبت می‌کنند.
در قرن ششم قلعه‌ای به نام رُنْبه در نزدیکی تنگی به همین نام را معرفی کرده‌است، مکان قلعه مزبور مطابق با اطراف جنّت‌شهر است.
این قلعه دست کم تا سده نهم از قلاع مهم فارس شمرده می‌شد. به گفته ابن بلخی، حاکم دارابگرد کسی بود که این قلعه را در اختیار بگیرد. حافظ ابرو (متوفی ۸۳۳) نیز از تنگ رنبه در کوره دارابجرد/ دارابگرد نام برده‌است
در سده سیزدهم، خورموجی (ص ۴۸۹–۴۹۰) از ده خیر یاد کرده و در اواخر سده سیزدهم، قلعه رنبه را در چهار فرسخی و ده خیر را در سه فرسخی مشرق شهر داراب، در بلوکی به همین نام، ضبط کرده‌است. در ۱۳۲۳ ش، این آبادی مرکز دهستان قریه‌الخیر بود و ۹۱۷، ۲ تن جمعیت داشت. در حدود ۱۳۳۰ ش نیز قصبه ده‌خیر علیا همین دهستان بود، ساکنان آن کشاورز بودند و از ث صنایع‌دستی، قالی‌بافی در آنجا رواج داشت. امروزه طوایفی از ایل خمسه * در پیرامون این شهرِ رو به رشد، ییلاق و قشلاق می‌کنند.

## محصولات
یکی از مهم‌ترین سوغات بخش جنت، عسل،مرکبات و بهارنارنج این بخش است که توانسته آوازه ایی در سطح کشور و کشورهای حوزه خلیج فارس و خاورمیانه بدست آورد.
یکی از محصولات جالب این شهر، قارچ وحشی با نام محلی " هکال " است که این قارچ،همیشه بعد از باران در باغات این شهر به وجود می آید.
از دیگر محصولات می‌توان آبغوره، آب‌لیمو، انواع عرقیات نام برد. 